# Lowland Football League 2014–15
Lowland League 2014–15, là mùa giải thứ 2 trong lịch sử Lowland Football League. Edinburgh City giành chức vô địch Lowland Football League đầu tiên vào ngày 20 tháng Ba sau khi kình địch Whitehill Welfare thua trước East Kilbride. Vì vậy, City tham gia vào trận play-off hai lượt đi và về cho một suất thi đấu ở giải đấu cao thứ tư của Scottish Professional Football League 2015–16, tuy nhiên họ đã thất bại trước Brora Rangers trong loạt sút luân lưu sau khi hòa 2–2 trong hai lượt trận. Edinburgh City vì vậy vẫn ở lại Lowland League thi đấu mùa giải tiếp theo.
Trong mùa giải thứ hai này, giải đấu thông báo sự mở rộng thành 14 đội bóng, với sự gia nhập của Edinburgh University và BSC Glasgow. Hơn nữa, giải đấu thông báo về việc thăng hạng Scottish League Two, với thể thức thăng hạng là đội vô địch sẽ thi đấu với đội vô địch của Highland Football League (hoặc đội bóng hợp lệ khác bên ngoài SPFL được đề cử bởi Hiệp hội bóng đá Scotland), và đội vô địch sẽ thi đấu với đội bóng xếp thứ 10 và là cuối bảng của Scottish League Two trong một trận playoff lên xuống hạng để quyết định đội bóng tham dự League Two 2015–16. Ngoài ra, đội cuối bảng sẽ phải xuống hạng  East of Scotland Football League hoặc South of Scotland Football League 2015–16 tùy thuộc vào vị trí địa lý.

## Câu lạc bộ
| Câu lạc bộ            | Vị trí         | Sân nhà                 | Sức chứa | Tham khảo |
| --------------------- | -------------- | ----------------------- | -------- | --------- |
| BSC Glasgow           | Glasgow        | Lochburn Park           | 3,500    |           |
| Dalbeattie Star       | Dalbeattie     | Islecroft Stadium       | 3,500    | [ 4 ]     |
| East Kilbride         | East Kilbride  | K Park Training Academy | 400      | [ 5 ]     |
| Edinburgh City        | Edinburgh      | Meadowbank Stadium      | 16,500   | [ 6 ]     |
| Edinburgh University  | Edinburgh      | New East Peffermill     | TBC      |           |
| Gala Fairydean Rovers | Galashiels     | Netherdale              | 4,000    | [ 7 ]     |
| Gretna 2008           | Gretna         | Raydale Park            | 2,200    | [ 8 ]     |
| Preston Athletic      | Prestonpans    | Pennypit Park           | 4,000    | [ 9 ]     |
| Selkirk               | Selkirk        | Yarrow Park             | 1,162    | [ 10 ]    |
| Spartans              | Edinburgh      | Ainslie Park            | 3,000    | [ 11 ]    |
| Stirling University   | Stirling       | Forthbank Stadium       | 3,808    | [ 12 ]    |
| Threave Rovers        | Castle Douglas | Meadow Park             | 1,500    | [ 13 ]    |
| Vale of Leithen       | Innerleithen   | Victoria Park           | 1,500    | [ 14 ]    |
| Whitehill Welfare     | Rosewell       | Ferguson Park           | 2,614    | [ 15 ]    |

## Bảng xếp hạng
| XH | Đội                   | Tr | T  | H | T  | BT | BB | HS  | Đ  | Lên hay xuống hạng            |
| -- | --------------------- | -- | -- | - | -- | -- | -- | --- | -- | ----------------------------- |
| 1  | Edinburgh City (C)    | 26 | 22 | 3 | 1  | 65 | 14 | +51 | 69 | Scottish League Two play-offs |
| 2  | East Kilbride         | 26 | 15 | 5 | 6  | 63 | 25 | +38 | 50 |                               |
| 3  | Gretna 2008           | 26 | 13 | 6 | 7  | 62 | 32 | +30 | 45 |                               |
| 4  | Dalbeattie Star       | 26 | 11 | 9 | 6  | 51 | 39 | +12 | 42 |                               |
| 5  | Spartans              | 26 | 11 | 9 | 6  | 45 | 34 | +11 | 42 |                               |
| 6  | Stirling University   | 26 | 12 | 6 | 8  | 46 | 38 | +8  | 42 |                               |
| 7  | Whitehill Welfare     | 26 | 11 | 7 | 8  | 57 | 38 | +19 | 40 |                               |
| 8  | Gala Fairydean Rovers | 26 | 9  | 7 | 10 | 48 | 54 | −6  | 34 |                               |
| 9  | Vale of Leithen       | 26 | 9  | 6 | 11 | 39 | 53 | −14 | 33 |                               |
| 10 | BSC Glasgow           | 26 | 7  | 9 | 10 | 39 | 52 | −13 | 30 |                               |
| 11 | Edinburgh University  | 26 | 8  | 4 | 14 | 40 | 52 | −12 | 28 |                               |
| 12 | Selkirk               | 26 | 6  | 5 | 15 | 53 | 74 | −21 | 23 |                               |
| 13 | Preston Athletic      | 26 | 3  | 5 | 18 | 31 | 75 | −44 | 14 |                               |
| 14 | Threave Rovers        | 26 | 2  | 5 | 19 | 21 | 80 | −59 | 11 | Hoãn sự xuống hạng            |

Cập nhật đến ngày 13 tháng 5 năm 2015
Nguồn: BBC Sport
Quy tắc xếp hạng: 1. Điểm; 2. Hiệu số bàn thắng; 3. Số bàn thắng.
(VĐ) = Vô địch; (XH) = Xuống hạng; (LH) = Lên hạng; (O) = Thắng trận Play-off; (A) = Lọt vào vòng sau. 
Chỉ được áp dụng khi mùa giải chưa kết thúc: 
(Q) = Lọt vào vòng đấu cụ thể của giải đấu đã nêu; (TQ) = Giành vé dự giải đấu, nhưng chưa tới vòng đấu đã nêu.

## Kết quả
| S.nhà ╲ S.khách       | BSC | DBS | EKB | EDC | EDU | GFR | G08 | PRA | SEL | SPA | SLU | THR | VOL | WHW |
| BSC Glasgow           |     | 4–4 | 1–0 | 0–1 | 1–1 | 1–1 | 2–2 | 3–1 | 3–2 | 1–4 | 2–3 | 5–0 | 0–1 | 1–1 |
| Dalbeattie Star       | 5–1 |     | 0–0 | 2–1 | 2–0 | 0–1 | 2–2 | 6–0 | 4–4 | 0–2 | 3–1 | 0–0 | 2–2 | 2–2 |
| East Kilbride         | 4–0 | 1–3 |     | 0–1 | 3–1 | 3–0 | 2–3 | 7–0 | 6–0 | 1–1 | 4–0 | 5–1 | 3–0 | 1–0 |
| Edinburgh City        | 3–0 | 2–0 | 3–2 |     | 1–0 | 1–0 | 0–0 | 7–1 | 3–0 | 2–0 | 3–1 | 4–0 | 3–1 | 0–0 |
| Edinburgh University  | 0–2 | 2–4 | 0–3 | 0–1 |     | 2–3 | 0–3 | 2–0 | 3–1 | 2–2 | 1–1 | 3–1 | 3–1 | 3–1 |
| Gala Fairydean Rovers | 2–2 | 5–1 | 1–1 | 3–6 | 4–0 |     | 0–4 | 1–1 | 2–2 | 1–2 | 1–2 | 5–1 | 2–2 | 3–3 |
| Gretna 2008           | 6–0 | 2–0 | 0–1 | 0–2 | 2–0 | 3–1 |     | 6–0 | 2–2 | 2–0 | 1–1 | 2–3 | 4–1 | 0–4 |
| Preston Athletic      | 0–0 | 1–2 | 2–4 | 1–5 | 1–5 | 0–1 | 0–2 |     | 2–4 | 1–2 | 0–2 | 6–0 | 1–3 | 2–4 |
| Selkirk               | 2–3 | 0–2 | 1–2 | 1–5 | 4–5 | 7–0 | 1–9 | 2–2 |     | 1–1 | 2–1 | 3–0 | 3–5 | 2–3 |
| Spartans              | 0–3 | 1–1 | 2–2 | 1–2 | 1–1 | 3–0 | 2–1 | 0–2 | 5–1 |     | 2–1 | 2–1 | 2–0 | 1–3 |
| Stirling University   | 1–1 | 1–1 | 1–2 | 1–1 | 2–1 | 2–1 | 3–1 | 3–1 | 0–3 | 2–2 |     | 7–0 | 1–3 | 2–1 |
| Threave Rovers        | 1–1 | 1–3 | 0–4 | 0–3 | 2–3 | 2–3 | 1–2 | 2–2 | 3–0 | 0–4 | 0–2 |     | 1–1 | 1–3 |
| Vale of Leithen       | 3–1 | 2–0 | 1–1 | 0–3 | 3–2 | 1–4 | 3–2 | 0–2 | 1–4 | 1–1 | 0–3 | 0–0 |     | 0–3 |
| Whitehill Welfare     | 4–1 | 1–2 | 3–1 | 0–2 | 3–0 | 2–3 | 1–1 | 2–2 | 6–2 | 2–2 | 1–2 | 6–0 | 2–4 |     |

Cập nhật lần cuối: ngày 13 tháng 5 năm 2015.
Nguồn: BBC Sport
1 ^ Đội chủ nhà được liệt kê ở cột bên tay trái.
Màu sắc: Xanh = Chủ nhà thắng; Vàng = Hòa; Đỏ = Đội khách thắng.

## Lowland Football League Play-off
Đội vô địch East of Scotland và South of Scotland sẽ thi đấu với nhau để chọn ra đội sẽ thi đấu ở Lowland League mùa giải tới.  Tuy nhiên, điều này ảnh hưởng tới việc đăng ký chặt chẽ và điều kiện tham dự để có thể quyết định có được chấp nhận thi đấu hay không. Vì trận play-off không diễn ra, Threave Rovers vẫn ở lại hạng đấu mặc dù đứng cuối bảng.